# Homa Bay (distrikt)
Homa Bay är ett av Kenyas 71 administrativa distrikt, och ligger i provinsen Nyanza. År 1999 hade distriktet 288 540 invånare. Huvudorten är Homa Bay.